# 郑普思
郑普思（?—?），唐中宗时期的政治人物。

## 生平
江湖术士郑普思和尚衣奉御叶静能都凭邪说得到唐中宗的信任和重用，神龙元年（705年），唐中宗以墨敕（没有通过外廷，亲笔书写敕书）任命郑普思为秘书监，叶静能为国子祭酒。桓彦范反对：“陛下刚即位时曾颁下制书：‘政令皆依貞觀故事’。贞观时期，担任秘书监的是魏徵、虞世南和颜师古，担任国子祭酒的是孔颖达，他们的道德才能是郑普思和叶静能能比的吗？”
四月初一，左拾遗李邕也上疏反对，唐中宗都没接受。唐中宗把张柬之等人以及武攸暨、武三思、郑普思等十六人都当作为立功之人，赐给他们铁券，如果他们犯的不是谋反叛逆之罪，每人都可宽恕十次死罪。郑普思把女儿送入后宫，监察御史崔日用弹劾他。
神龙二年（706年），郑普思在雍州和岐州聚集党羽作乱。事发，西京留守苏瓌逮捕了郑普思。郑普思的妻子第五氏凭邪说得到韦后的宠爱，唐中宗因此令苏瓌不治罪郑普思。等到唐中宗从东都洛阳回到西京长安之后，苏瓌、魏元忠和侍御史范献忠力请治罪郑普思。
唐中宗无奈，於十一月十八日，下令将郑普思流放到儋州，他的手下党羽都被判死刑。

## 家庭

### 夫人
- 第五氏。

### 女
- 郑氏，唐中宗李显贵妃[1]。